# ديفيد غرايرسون
ديفيد غرايرسون هو صحفي الموسيقى وكاتب أغاني كندي، ولد في 19 فبراير 1955 في تورونتو في كندا، وتوفي في 20 نوفمبر 2004 في فانكوفر في كندا بسبب نوبة قلبية.